# Muluana tmava
Muluana tmava är en insektsart som beskrevs av Irena Dworakowska 1979. Muluana tmava ingår i släktet Muluana och familjen dvärgstritar. Inga underarter finns listade i Catalogue of Life.